# سجاد فیض‌الهی
سجاد فیض‌ اللهی (زاده ۳۰ شهریور ۱۳۶۶) یک بازیکن فوتبال اهل ایران است که سابقه عضویت در باشگاه فوتبال فولاد خوزستان، نفت تهران و پیکان را دارد.